# FurioSnails
Snails sau FurioSnails este o formație de muzică indie înființată în anul 1997 . 

## Componență
- Mircea Sturza – tobe, bețe, clopoței
- Kolț Vitali – chitară bas, voce
- Gabriel Andronic – chitară solo, voce
- Lilian Severin – chitară, voce

## Discografie[2]
- Undeva (2005)
- Nu-mi pasă (2007)
- Pașapoartele albastre (2011)

## Single-uri[3]
- Oameni grabiti
- Blue Passports
- Coduri si unde
- Deruleaza-ma
- Fata cu ochi verzi
- Frumoasa foc
- Mergem in doi
- Nu ea
- Nu-mi pasa
- Nu pot sa dorm
- Patrula
- Pistol cu capse
- Prieteni buni
- Salut constiinta
- Sa visez
- Superbasuri
- Taci
- Trenul
- Umbra
- Undeva
- Vede vise ea